# Нове Дравсько
Нове Дравсько (пол. Nowe Drawsko, нім. Neu Draheim) — село в Польщі, у гміні Чаплінек Дравського повіту Західнопоморського воєводства.
Населення — 37 осіб (2011).
У 1975-1998 роках село належало до Кошалінського воєводства.

## Демографія
Демографічна структура станом на 31 березня 2011 року:
|          | Загалом | Допрацездатний вік | Працездатний вік | Постпрацездатний вік |
| -------- | ------- | ------------------ | ---------------- | -------------------- |
| Чоловіки | 18      | 3                  | 14               | 1                    |
| Жінки    | 19      | 5                  | 9                | 5                    |
| Разом    | 37      | 8                  | 23               | 6                    |